# Vicepræsident
En vicepræsident er i de fleste republikker præsidentens designerede afløser.
På amerikansk henviser denne titel (vice-president) til den øverste ledelse i et firma, som typisk refererer direkte til den administrerende direktør (CEO). På engelsk kan titlen også referere til næstformanden i en bestyrelse, selvom denne typisk vil hedde vice-chairman of the board.
| Politik | Spire Denne artikel om politik og ideologi er en spire som bør udbygges. Du er velkommen til at hjælpe Wikipedia ved at udvide den. |